# Fenomenal e il tesoro di Tutankamen
Fenomenal e il tesoro di Tutankamen è un film del 1968, diretto da Ruggero Deodato.

## Trama
Fenomenal è un ladro geniale che riesce a compiere imprese incredibili, tra queste ruba due volte la maschera di Tutankhamon in barba alla polizia che non riesce mai a catturarlo. Alla fine il ladro viene smascherato.

## Produzione
Fenomenal e il tesoro di Tutankamen è stato diretto da Ruggero Deodato sotto lo pseudonimo di Roger Rockfeller. Deodato in seguito dichiarò di aver scelto ""il nome di un uomo ricco... quindi chi è una persona ricca? Rockefeller!" Vedi, stavo fuori di testa." Deodato ha un cameo nel film nella parte di un uomo che cade dalla bicicletta. La pellicola è stata prodotta da Nicola Mauro Parenti, che ha anche interpretato il personaggio principale del film, il conte Guy Norton Fenomenal. Parlando della sua recitazione, Deodato lo definì "troppo rigido, un cane di attore; l'ho trattato come una merda sul set, ma poi mi ha chiamato di nuovo per Zenabel."  Nel cast c'è anche la moglie di Parenti, Lucretia Love.
Il film è stato girato tra Roma e Parigi. Durante le riprese all'Avenue des Champs-Élysées, in una panoramica della folla riunita per sentire il presidente francese Charles de Gaulle, appare Rex Harrison.

## Distribuzione
Fenomenal e il tesoro di Tutankamen è stato distribuito nei cinema italiani nel 1968.

## Ricezione
Deodato ha parlato in maniera negativa della pellicola nelle interviste successive, dichiarando nel 2008 che non gliene "fregava niente del film."
Dalle recensioni retrospettive, lo storico di cinema Roberto Curti lo ha descritto come "una delle voci più povere e meno degne di nota del supercriminal/superherotrend dei tardi anni sessanta" con una trama "così confusa che è difficile dire cosa stia succedendo a volte." Curti ha osservato che la cosa migliore del film è stata la colonna sonora di Bruno Nicolai.